# Test d'Ishihara

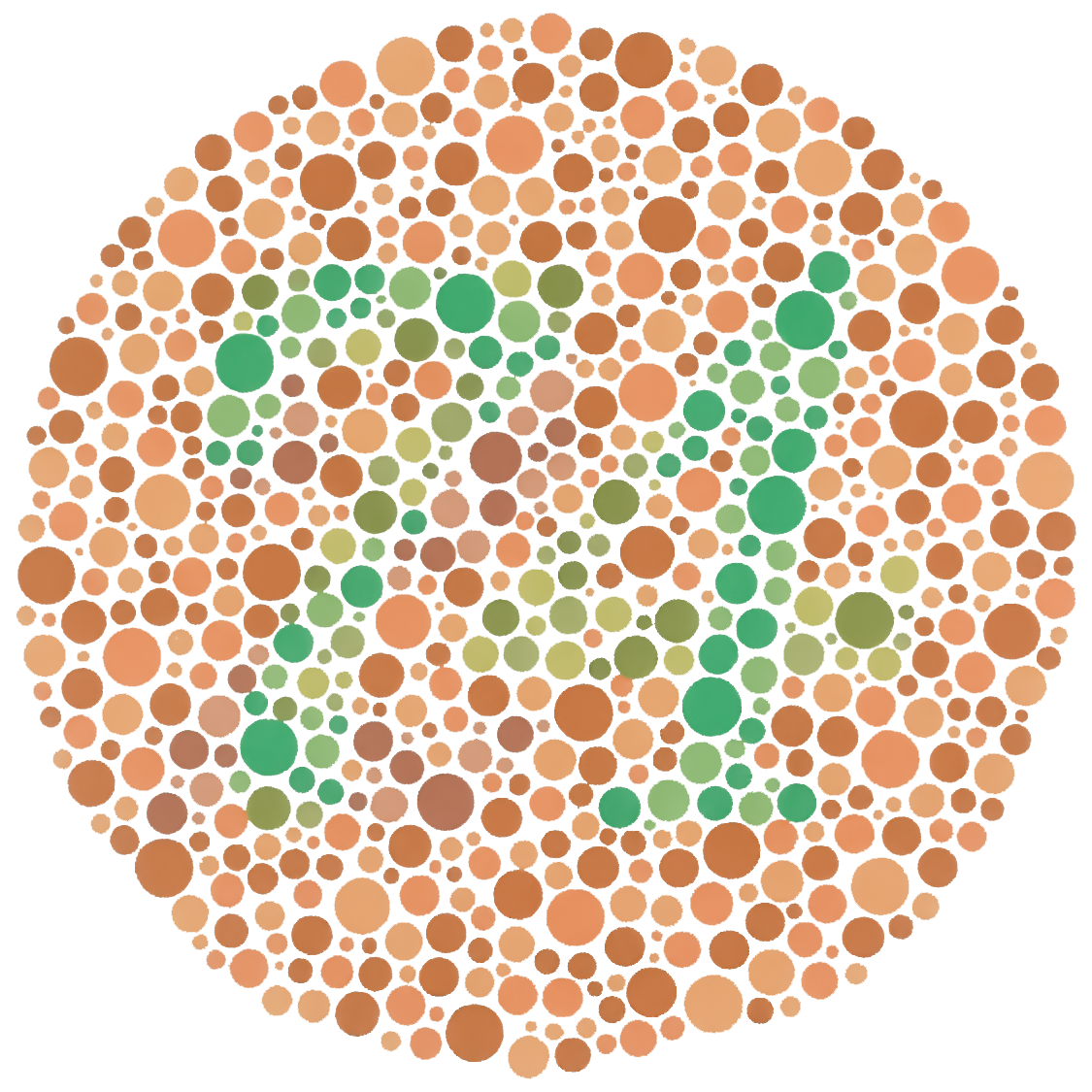
Exemple d'un test d'Ishihara. El nombre "74" és clarament visible per als individus amb visió normal. Les persones amb dicromatòpsia o visió tricromàtica ho llegeixen "21", mentre que aquells amb acromatòpsia no hi llegeixen res.

El test cromàtic d'Ishihara és un test pel daltonisme, concretament la protanopia o la deuteranopia (deficiències del vermell-verd). Deu el seu nom al seu dissenyador, el Doctor Shinobu Ishihara (1879-1963), professor de la Universitat de Tòquio que publicà els seus tests el 1917.

## Prova
La prova consisteix en una sèrie de cartes de colors, les cartes d'Ishihara, cada una de les quals conté cercles de punts de colors i mides aleatòries. En el patró dels punts es forma un nombre visible per a aquells amb visió normal i invisible o difícil de veure per a aquells amb deficiències de visió cromàtica. El test complet consisteix en 38 cartes, però l'existència d'una deficiència es pot detectar fàcilment després d'unes quantes cartes. També existeix un test menys exhaustiu amb 24 cartes.

## Cartes
Les cartes tenen diferents dissenys:
- Carta de demostració (carta número 1, normalment el numeral "12"); dissenyada per a ser visible per a tothom, independentment de si hi ha deficiència visual del color o no. La seva funció és estrictament demostrativa i no serveix per a puntuar el grau de ceguera visual del color de l'afectat.
- Cartes de transformació: Aquells individus amb defecte visual del color haurien de veure una figura diferent que aquells que no pateixen deficiència.
- Cartes esvanescents: Només els individus amb visió normal poden distingir la figura.
- Cartes de dígits amagats: Només els individus amb deficiència visual del color poden reconèixer la figura.
- Cartes de diagnòstic: Serveixen per a determinar el tipus de deficiència visual del color (protanopia o deuteranopia) i el seu grau de severitat.
- Cartes de rastreig: En comptes de llegir un número, els afectats han de traçar una línia visible en la carta.

## Galeria

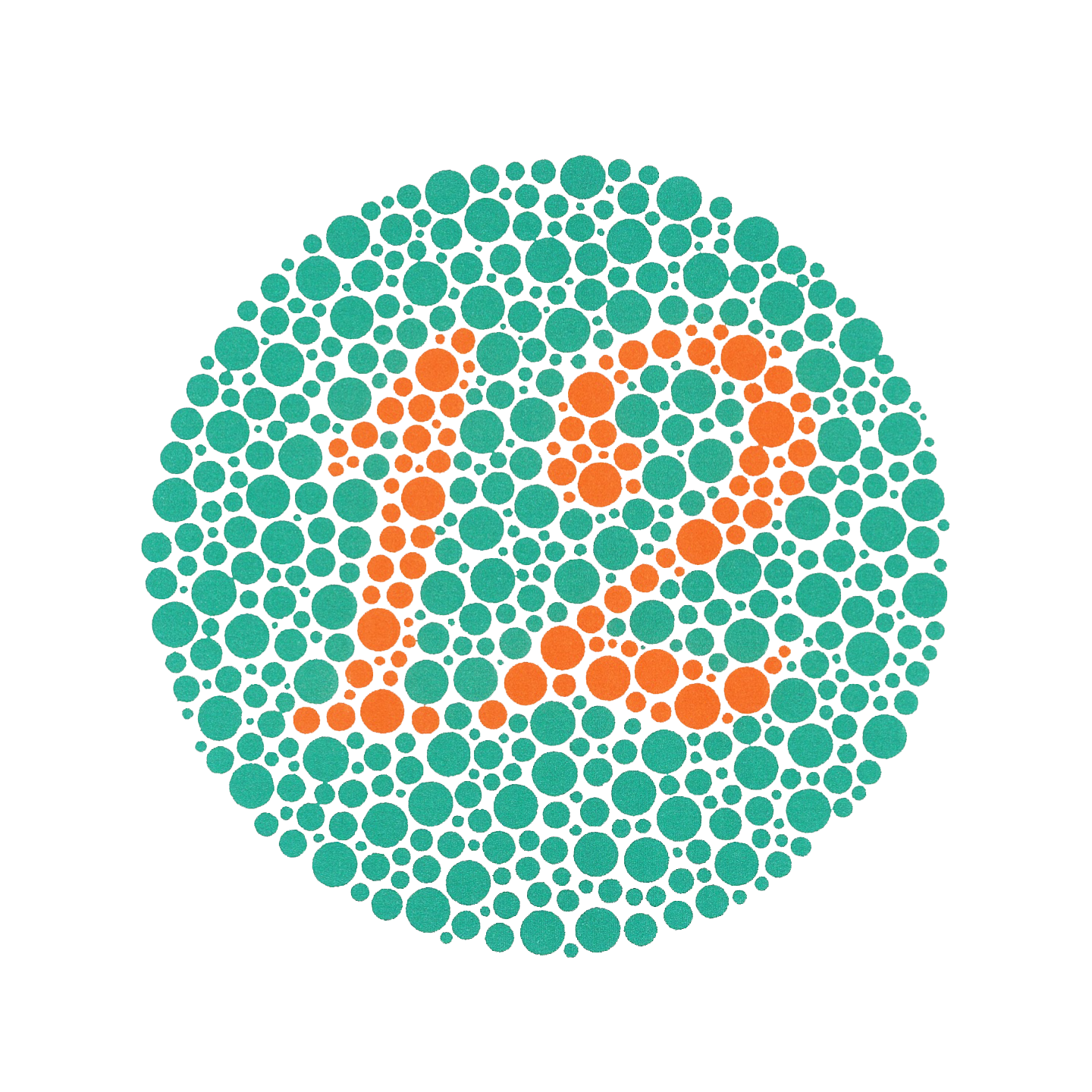
Carta d'Ishihara Nº1. Tothom hauria de ser capaç de veure-hi el 12, fins i tot aquells amb ceguesa total dels colors.
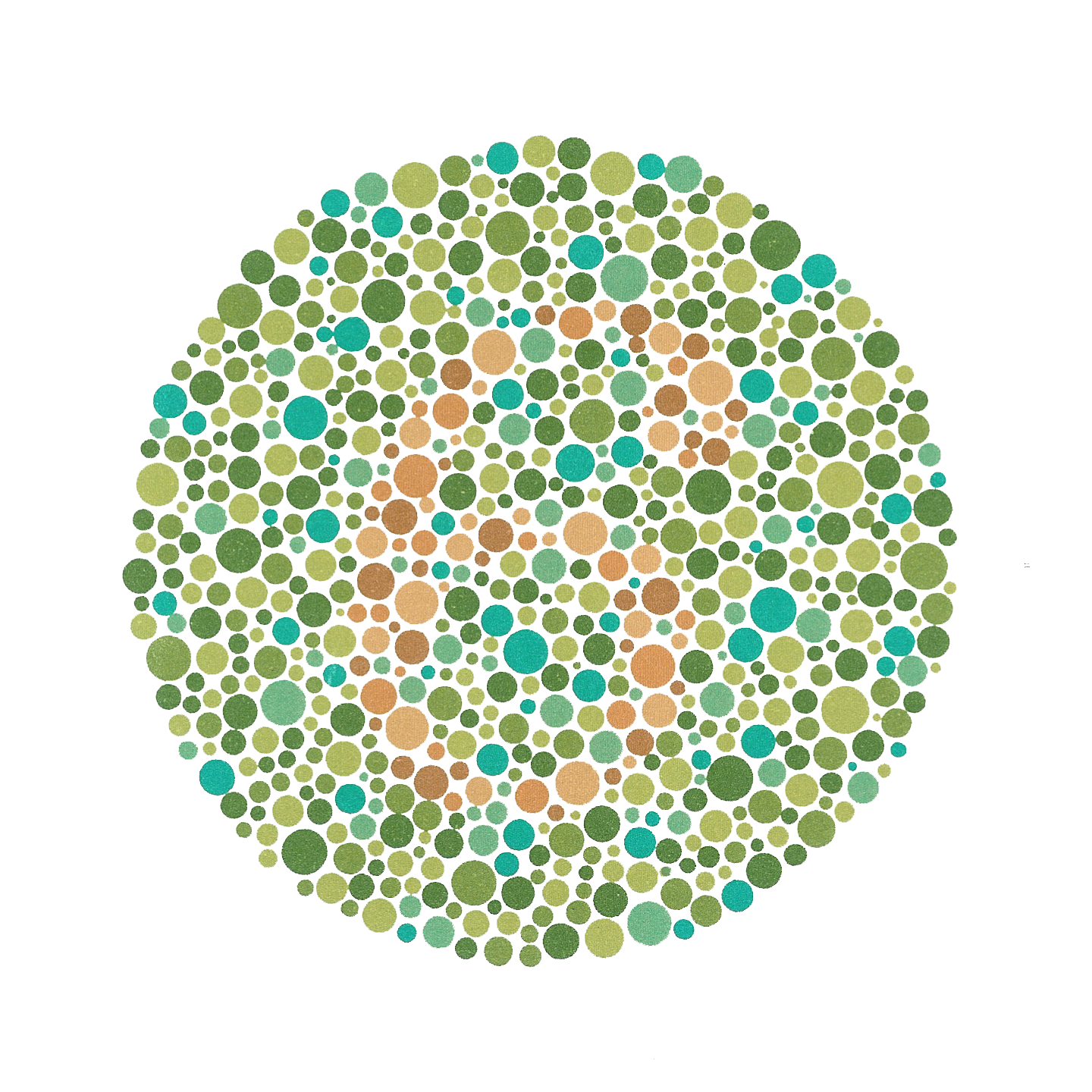
Carta d'Ishihara Nº13. Una persona amb protanopia tindrà dificultats per veure-hi el 6.
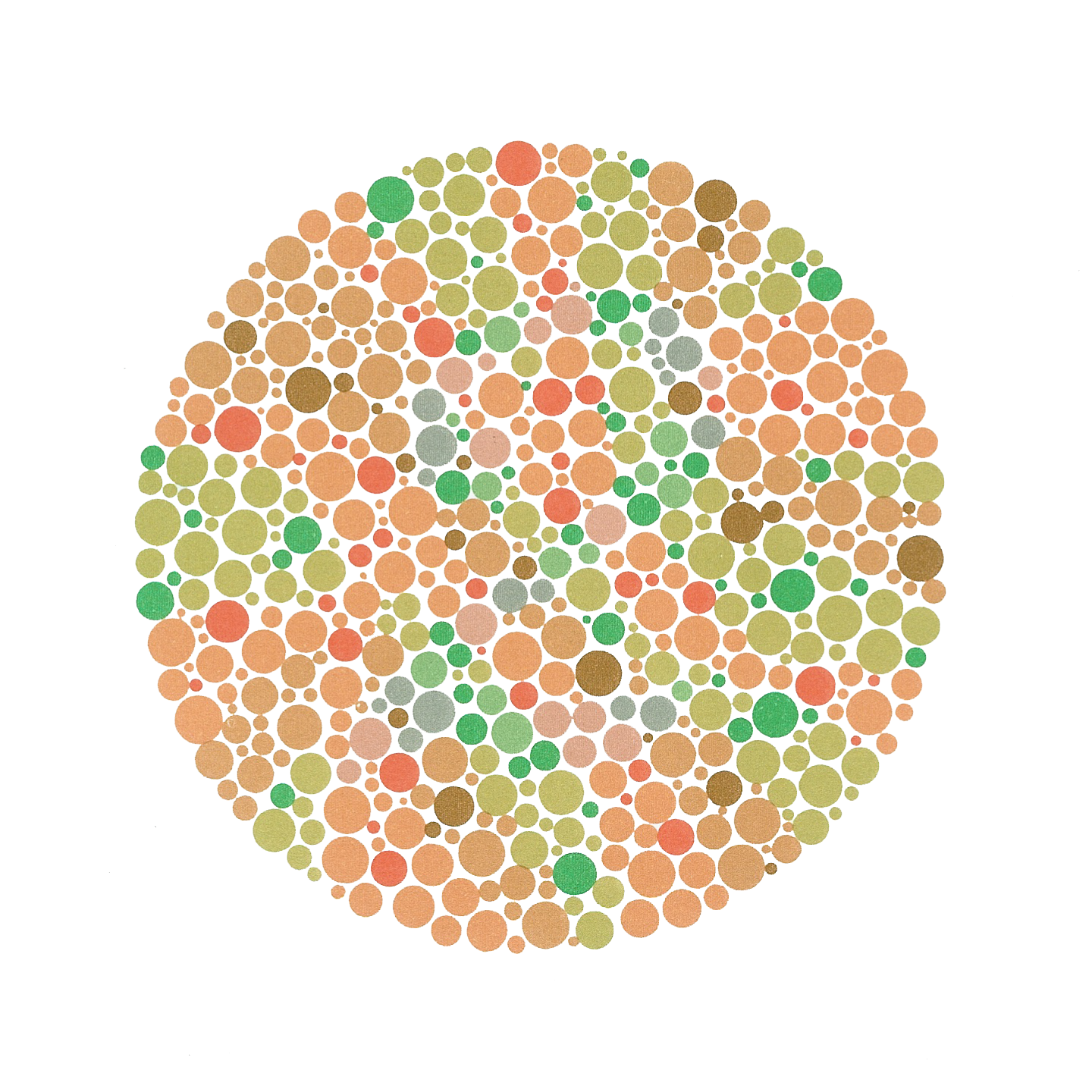
Carta d'Ishihara Nº19. Un pacient amb visió normal no hi veu res, mentre que un amb deuteranopia hi veu el nombre 5 ocult.
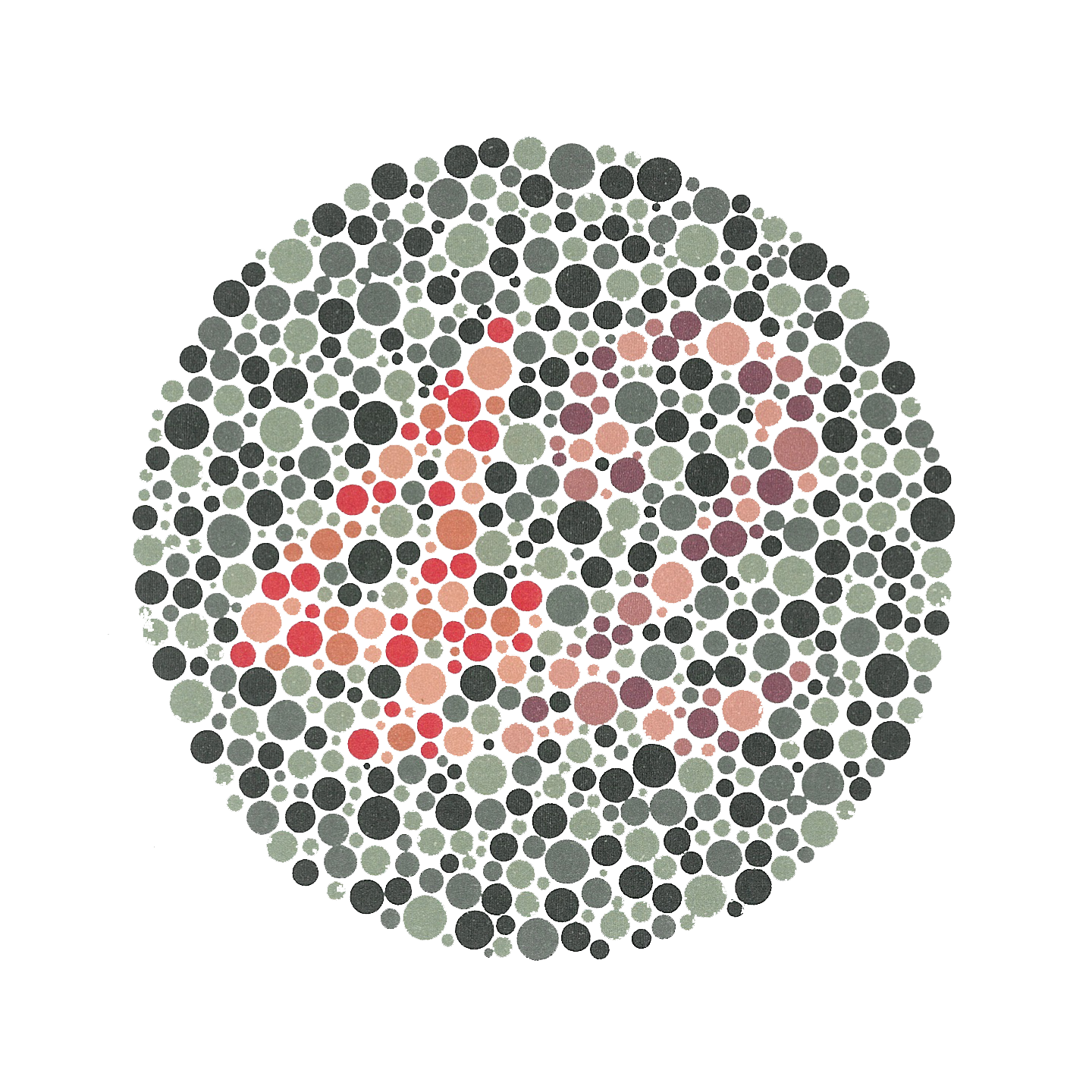
Carta d'Ishihara Nº23. Un pacient amb visió normal hi veu el 42, un amb visió alterada només veu el 4 o el 2 depenent del tipus d'anomalia.

## Història
Nascut el 1879 en una família de Tòkio, Shinobu Ishihara va encetar els seus estudis a la Universitat Imperial, on va assistir a una beca militar. Ishihara tot just acababa de graduar-se en oftalmologia a Alemanya quan va esclatar la Gran Guerra. Mentre mantenia una posició militar en el seu àmbit, se li va adjudicar la tasca de crear un test de ceguera de color. Ishihara va estudiar tests previs i hi va combinar elements del test de Stilling, nom de l'oftalmòleg alemany Jakob Stilling, amb el concepte de pseudo isocromatisme per tal de crear un test més eficaç i fàcil de realitzar.

## Procediments
El tests es basa en la correcta il·luminació de les cartes. Es necessita una bombeta diurna per a obtenir resultats precisos, d'un voltant de 6000-7000 K de temperatura (idealment: 6500 K, Color Rendering Index (CRI)> 90). Les bombetes fluorescents solen ser utilitzades en tests escolars però el color de les bombetes i el seu CRI pot variar. La il·luminació amb fluorescents ha portat a resultats més precisos i més rapidesa de detecció comparat amb il·luminació CFL i LED als tricromàtics. Les llums incandescents no s'haurien d'utilitzar ja que la seva baixa temperatura (color groc) aporta resultats poc fiables que farien que persones amb deficiència visual del color no fossin reconegudes.
La tècnica correcta és donar un màxim de tres segons per a reconèixer el dígit de la carta sense cap mena d'ajut. Les cartes es donen en un ordre aleatori a ser possible, per reduir la possibilitat que es memoritzi amb antelació. Alguns llibres de cartes pseudo isocromàtiques tenen les pàgines enquadernades per tal que les cartes puguin ser reendreçades periòdicament, i així donar un ordre diferent en cada test.
Des que es va crear, el test d'Ishihara s'ha utilitzat a tot el món degut a la seva facilitat d'ús i els seus resultats fiables. En els darrers anys també es pot realitzar el test online a part de la seva versió en paper, donant així més accés als usuaris. Tanmateix, tot i que ambdós tipus de tests utilitzen les mateixes cartes, els mètodes emprats són diferents.

## Examen ocupacional
A la marina dels Estats Units s'utilitza el test d'Ishihara i altres proves similars per a l'examen visual del color. Actualment s'aprova a partir del correcte reconeixement d'un 12 de 14 cartes de verd vermell sense incloure les cartes de demostració. Estudis recents han indicat que treure menys d'un 12 significa patir deficiència visual del color, mentre que treure 12 o més indica una visió normal, amb 97% de sensibilitat i 100% d'especificitat. La sensibilitat del test d'Ishihara varia segons la quantitat de cartes necessàries per aprovar depenent de les polítiques institucionals. La sensibilitat també pot ser condicionada per la manera en què es realitza el test, així com la il·luminació o el temps permés, a més dels possibles errors al realitzar el test.

## Tests similars
El test d'Ishihara és una adaptació del test de Stilling, un test bàsic de daltonisme ideat per l'oftalmòleg alemany Jakob Stilling. El test de Stilling és el primer a utilitzar un diagrama pseudoisocromàtic. Una altra modificació posterior d'aquest és l'anomenat test de Farnsworth, el qual consisteix en ordenar cartes o càpsules en l'ordre natural dels colors pseudoisocromàtics per tal d'identificar els colors on hi ha l'alteració. Actualment, a part d'aquests tests manuals també s'utilitza un anomaloscopi per identificar amb més precisió les longituds d'ona que el pacient amb visió afectada no pot distingir, el que es coneix com a zona de confusió en l'espectre cromàtic.